# English Open 2021
L'English Open 2021 è stato il quarto evento professionistico della stagione 2021-2022 di snooker, il quarto valido per il Ranking, e la 6ª edizione di questo torneo, che si è disputato dal 1° al 7 novembre 2021, presso la Marshall Arena di Milton Keynes, in Inghilterra.
È stato il secondo evento stagionale della Home Nations Series e della BetVictor European Series 2021-2022.
Il torneo è stato vinto da Neil Robertson, il quale ha battuto in finale John Higgins per 9-8. L'australiano si è aggiudicato così il suo primo English Open, il suo 21º titolo Ranking, il suo terzo evento Home Nations Series, il primo dal Welsh Open 2019, e il suo secondo evento BetVictor European Series, il primo dall'edizione di gennaio 2020 dello European Masters, in carriera.
Robertson – che aveva perso la finale di questo torneo nel 2020, per mano di Judd Trump – ha disputato la sua seconda finale del 2021 anno solare, dopo il successo al Tour Championship ai danni di Ronnie O'Sullivan. Per il sesto anno su sei ad alzare il trofeo è un giocatore diverso, mentre è la prima volta nella storia di questo torneo che un giocatore inglese non figura in finale. Higgins ha disputato la sua quarta finale nel 2021 anno solare, dopo le sconfitte al Masters contro Yan Bingtao e al Northern Ireland Open contro Mark Allen (evento precedente a questo, in cui anche in quell'occasione lo scozzese era stato rimontato dal 6-8 al 9-8) e il successo al Players Championship ai danni di Ronnie O'Sullivan.
Higgins e Robertson non si sfidavano in uno scontro diretto dai quarti di finale del Campionato mondiale 2019, in cui a trionfare era stato lo scozzese per 13-10. Si tratta, invece, della terza finale giocata dai due, la prima da quella del Wuxi Classic 2013, vinta dall'australiano per 10-7.
Il campione in carica era Judd Trump, il quale è stato eliminato ai quarti di finale da Mark King.
Durante il corso del torneo sono stati realizzati 45 century breaks, ventuno in meno della precedente edizione, mentre durante le qualificazioni ne sono stati realizzati 23.
Al termine di questo torneo, Judd Trump ha perso la leadership del ranking mondiale dopo 20 giorni, a favore di Mark Selby, il quale è tornato numero 1 per l'ottava volta in carriera e la seconda in stagione, la prima dal 17 ottobre 2021.

## Montepremi
- Vincitore: £70000
- Finalista: £30000
- Semifinalisti: £20000
- Quarti di finale: £10000
- Ottavi di finale: £7500
- Sedicesimi di finale: £4000
- Trentaduesimi di finale: £3000
- Miglior break: £5000
- Totale: £405000

## Panoramica

### Aspetti tecnici
Il torneo si svolge per la seconda edizione consecutiva alla Marshall Arena di Milton Keynes, in Inghilterra, struttura che viene aperta al pubblico, a differenza di quanto accaduto in occasione dell'edizione 2020, per limitare la pandemia di COVID-19. L'ultimo evento disputatosi in questo impianto era stato il Gruppo vincitori dell'edizione di gennaio-aprile 2021 della Championship League. È, inoltre, la prima volta in cui il torneo non si svolge nel mese di ottobre.

### Aspetti sportivi
Per la prima volta nella sua storia, la Home Nations Series vede disputarsi un turno di qualificazione, che in occasione dell'English Open si svolge dal 17 al 22 settembre 2021, presso il Barnsley Metdrodome di Barnsley, in Inghilterra.
L'evento è valevole per la classifica mondiale per la sesta edizione consecutiva.
Viene confermato per intero il montepremi delle precedenti due edizioni.
Il 28 giugno 2021 l'azienda di scommesse sportive BetVictor comunica di essersi accordata con il World Snooker Tour per sponsorizzare tutti i quattro eventi Home Nations Series, accorpando questa serie di tornei alla BetVictor European Series per la stagione 2021-2022. La BetVictor aveva già sponsorizzato questo torneo nel 2018.
Il vincitore del torneo ha il diritto di partecipare al Champion of Champions 2021.
È assente al torneo Marco Fu, il quale viene sostituito dal dilettante Michael White. Ricevono un invito anche Paul Deaville, Oliver Sykes (questi ultimi due in quanto wildcard nominate dal WST), Sanderson Lam, Michael Georgiou, Si Jiahui e Soheil Vahedi, i quali sono i prescelti per completare il quadro dei 128 giocatori presenti.
L'8 settembre 2021 dà forfait Igor Figueiredo (a causa del suo ritorno in patria, in Brasile), il quale viene sostituito dal dilettante David Lilley.
Il 17 settembre 2021 danno forfait Zhou Yuelong e Zhang Jiankang (in quanto entrambi a contatto con positivi al COVID-19), i quali vengono sostituiti dai dilettanti Ross Muir e Bai Langning.
Il 18 settembre 2021 dà forfait Lei Peifan, il quale viene sostituito dal dilettante James Cahill.
Il 27 ottobre 2021 dà forfait Mark Williams (in quanto positivo al COVID-19), il quale viene sostituito dal dilettante Mark Lloyd.

## Copertura
Le seguenti emittenti e piattaforme streaming hanno trasmesso l'English Open 2021.
| Copertura              | Paese/Continente      | Fase           |
| ---------------------- | --------------------- | -------------- |
| Eurosport Player       | Europa                | Qualificazioni |
| Superstar Online       | Cina                  | Qualificazioni |
| Kuaishou               | Cina                  | Qualificazioni |
| Migu                   | Cina                  | Qualificazioni |
| Youku                  | Cina                  | Qualificazioni |
| Zhibo.tv               | Cina                  | Qualificazioni |
| Huya.com               | Cina                  | Qualificazioni |
| Matchroom.live         | Resto del mondo       | Qualificazioni |
| Eurosport              | Regno Unito ed Europa | Fase finale    |
| Quest                  | Regno Unito           | Fase finale    |
| Superstar Online       | Cina                  | Fase finale    |
| Liaoning TV            | Cina                  | Fase finale    |
| Kuaishou               | Cina                  | Fase finale    |
| Migu                   | Cina                  | Fase finale    |
| Youku                  | Cina                  | Fase finale    |
| Zhibo.tv               | Cina                  | Fase finale    |
| Huya.com               | Cina                  | Fase finale    |
| Now TV                 | Hong Kong             | Fase finale    |
| True Sport             | Thailandia            | Fase finale    |
| Sport Cast             | Taiwan                | Fase finale    |
| Sky Sports             | Nuova Zelanda         | Fase finale    |
| DAZN                   | Canada                | Fase finale    |
| Astrosport             | Malaysia              | Fase finale    |
| Premier Sports Network | Filippine             | Fase finale    |
| Matchroom.Live         | Resto del mondo       | Fase finale    |

## Tabellone (qualificazioni)
Le prime 16 teste di serie Judd Trump, Mark Selby, Ronnie O'Sullivan, Neil Robertson, Kyren Wilson, Shaun Murphy, John Higgins, Stephen Maguire, Ding Junhui, Mark Allen, Barry Hawkins, Stuart Bingham, Jack Lisowski, Yan Bingtao ed Anthony McGill e le wildcard inglesi Paul Deaville ed Oliver Sykes, disputano il loro turno di qualificazione alla Marshall Arena, sede della fase finale del torneo.
| TS  | Giocatore 1           | Risultato | Giocatore 2      | TS  |
| --- | --------------------- | --------- | ---------------- | --- |
| 1   | Judd Trump            | 4 - 1     | Matthew Selt     | 33  |
| 48  | Jimmy Robertson       | 4 - 0     | Yuan Sijun       | 111 |
| 32  | Xiao Guodong          | 4 - 2     | Alfie Burden     | 118 |
| 55  | Sam Craigie           | 3 - 4     | Steven Hallworth | 70  |
| 16  | Anthony McGill        | 4 - 1     | Gao Yang         | 80  |
| 100 | Gerard Greene         | 4 - 1     | Liam Highfield   | 45  |
|     | Ross Muir             | 4 - 1     | Dean Young       | 116 |
| 107 | Wu Yize               | 4 - 3     | Ashley Hugill    | 79  |
| 42  | Alexander Ursenbacher | 4 - 2     | Ben Hancorn      | 84  |
| 24  | Tom Ford              | 4 - 0     | Sean Maddocks    | 108 |
| 86  | Cao Yupeng            | 4 - 0     | Mitchell Mann    | 109 |
| 9   | Stephen Maguire       | 3 - 4     | Mark King        | 59  |
| 98  | Xu Si                 | 4 - 2     | Jamie Jones      | 50  |
| 25  | Zhao Xintong          | 4 - 1     | Jimmy White      | 102 |
| 92  | Chang Bingyu          | 4 - 1     | Dominic Dale     | 60  |
|     | Mark Lloyd            | 0 - 4     | Paul Deaville    | WC  |
| 5   | Kyren Wilson          | 4 - 0     | Noppon Saengkham | 39  |
| 71  | Ashley Carty          | 4 - 2     | Jordan Brown     | 37  |
| 28  | Gary Wilson           | 4 - 2     | Craig Steadman   | 96  |
| 52  | Ben Woollaston        | 4 - 0     | Jackson Page     | 110 |
| 12  | Barry Hawkins         | 4 - 1     | Reanne Evans     | 117 |
|     | Bai Langning          | 2 - 4     | Jak Jones        | 65  |
| 21  | Joe Perry             | 2 - 4     | Soheil Vahedi    |     |
| 68  | Robbie Williams       | 4 - 0     | Peter Lines      | 95  |
| 76  | Lukas Kleckers        | 1 - 4     | Mark Davis       | 49  |
| 20  | Graeme Dott           | 4 - 2     | Farakh Ajaib     | 94  |
| 77  | Fergal O'Brien        | 4 - 0     | Iulian Boiko     | 104 |
| 13  | Stuart Bingham        | 4 - 1     | Ng On-yee        | 121 |
| 56  | Sunny Akani           | 4 - 1     | Ken Doherty      | 73  |
| 29  | Ricky Walden          | 4 - 0     | Michael Judge    | 120 |
|     | James Cahill          | 4 - 2     | Lee Walker       | 83  |
| 4   | Neil Robertson        | 4 - 0     | Andy Hicks       | 106 |
| 3   | Ronnie O'Sullivan     | 4 - 1     | David Lilley     |     |
| 43  | Elliot Slessor        | 1 - 4     | Michael Georgiou |     |
| 30  | Liang Wenbó           | 2 - 4     | Rory McLeod      | 78  |
| 47  | Anthony Hamilton      | 4 - 2     | Louis Heathcote  | 97  |
| 14  | Jack Lisowski         | 3 - 4     | Mark Joyce       | 63  |
| 67  | Jamie Clarke          | 4 - 2     | Zak Surety       | 87  |
| 19  | Thepchaiya Un-Nooh    | 4 - 0     | Jamie O'Neill    | 115 |
| 36  | Matthew Stevens       | 3 - 4     | Peter Devlin     | 82  |
| 38  | Li Hang               | 4 - 1     | Si Jiahui        |     |
| 22  | Ali Carter            | 4 - 1     | Fan Zhengyi      | 88  |
| 51  | Stuart Carrington     | 4 - 2     | Hammad Miah      | 91  |
| 11  | Mark Allen            | 1 - 4     | Luca Brecel      | 44  |
| 72  | Simon Lichtenberg     | 1 - 4     | Fraser Patrick   | 114 |
| 27  | Kurt Maflin           | 1 - 4     | Hossein Vafaei   | 40  |
| 57  | Joe O'Connor          | 4 - 1     | Pang Junxu       | 66  |
| 6   | Shaun Murphy          | 4 - 3     | Duane Jones      | 93  |
| 7   | John Higgins          | 4 - 1     | Zhao Jianbo      | 74  |
| 69  | Oliver Lines          | 4 - 0     | Zhang Anda       | 119 |
| 26  | Ryan Day              | 3 - 4     | Lu Ning          | 34  |
| WC  | Oliver Sykes          | 1 - 4     | Allan Taylor     | 75  |
| 10  | Ding Junhui           | 4 - 1     | Andrew Pagett    | 99  |
| 103 | Barry Pinches         | 0 - 4     | Tian Pengfei     | 53  |
| 23  | Martin Gould          | 4 - 0     | Andrew Higginson | 62  |
| 101 | Ian Burns             | 3 - 4     | Scott Donaldson  | 35  |
| 54  | Lyu Haotian           | 3 - 4     | Martin O'Donnell | 46  |
| 18  | David Gilbert         | 4 - 2     | David Grace      | 58  |
| 64  | Nigel Bond            | 4 - 1     | Chen Zifan       | 105 |
| 15  | Yan Bingtao           | 4 - 1     | Aaron Hill       | 81  |
|     | Michael White         | 1 - 4     | Stephen Hendry   | 89  |
| 31  | Michael Holt          | 3 - 4     | Chris Wakelin    | 61  |
| 85  | Jamie Wilson          | 4 - 0     | Robert Milkins   | 41  |
| 2   | Mark Selby            | 4 - 2     | Sanderson Lam    |     |

## Century breaks
Durante il corso delle qualificazioni per il torneo sono stati realizzati 23 century breaks.
| N° | Giocatore             | Century breaks | Miglior break |
| -- | --------------------- | -------------- | ------------- |
| 1  | Thepchaiya Un-Nooh    | 3              | 139           |
| 2  | Barry Hawkins         | 1              | 146           |
| =  | John Higgins          | 1              | 135           |
| =  | Kyren Wilson          | 1              | 129           |
| =  | Ricky Walden          | 1              | 126           |
| =  | Cao Yupeng            | 1              | 125           |
| =  | Mark Joyce            | 1              | 113           |
| =  | Mark Selby            | 1              | 113           |
| =  | Alexander Ursenbacher | 1              | 111           |
| =  | Chang Bingyu          | 1              | 111           |
| =  | Anthony McGill        | 1              | 109           |
| =  | Judd Trump            | 1              | 109           |
| =  | Jimmy Robertson       | 1              | 108           |
| =  | David Gilbert         | 1              | 107           |
| =  | Tom Ford              | 1              | 106           |
| =  | Chris Wakelin         | 1              | 106           |
| =  | Anthony Hamilton      | 1              | 104           |
| =  | Stuart Carrington     | 1              | 104           |
| =  | Robbie Williams       | 1              | 101           |
| =  | Gary Wilson           | 1              | 101           |
| =  | Ronnie O'Sullivan     | 1              | 100           |

## Tabellone (fase finale)
|  | Trentaduesimi di finale Al meglio dei 7 frames | Trentaduesimi di finale Al meglio dei 7 frames | Trentaduesimi di finale Al meglio dei 7 frames |  |  | Sedicesimi di finale Al meglio dei 7 frames | Sedicesimi di finale Al meglio dei 7 frames | Sedicesimi di finale Al meglio dei 7 frames |                      |   | Ottavi di finale Al meglio dei 7 frames | Ottavi di finale Al meglio dei 7 frames | Ottavi di finale Al meglio dei 7 frames |                    |   | Quarti di finale Al meglio dei 9 frames | Quarti di finale Al meglio dei 9 frames | Quarti di finale Al meglio dei 9 frames |                    |   | Semifinali Al meglio degli 11 frames | Semifinali Al meglio degli 11 frames | Semifinali Al meglio degli 11 frames |                  |   | Finale Al meglio dei 17 frames | Finale Al meglio dei 17 frames | Finale Al meglio dei 17 frames |  |
|  |                                                |                                                |                                                |  |  |                                             |                                             |                                             |                      |   |                                         |                                         |                                         |                    |   |                                         |                                         |                                         |                    |   |                                      |                                      |                                      |                  |   |                                |                                |                                |  |
|  | Judd Trump (1)                                 | Judd Trump (1)                                 | 4                                              |  |  |                                             |                                             |                                             |                      |   |                                         |                                         |                                         |                    |   |                                         |                                         |                                         |                    |   |                                      |                                      |                                      |                  |   |                                |                                |                                |  |
|  | Jimmy Robertson (48)                           | Jimmy Robertson (48)                           | 2                                              |  |  | Judd Trump (1)                              | Judd Trump (1)                              | 4                                           |                      |   |                                         |                                         |                                         |                    |   |                                         |                                         |                                         |                    |   |                                      |                                      |                                      |                  |   |                                |                                |                                |  |
|  | Xiao Guodong (32)                              | Xiao Guodong (32)                              | 2                                              |  |  | Steven Hallworth (70)                       | Steven Hallworth (70)                       | 1                                           |                      |   |                                         |                                         |                                         |                    |   |                                         |                                         |                                         |                    |   |                                      |                                      |                                      |                  |   |                                |                                |                                |  |
|  | Steven Hallworth (70)                          | Steven Hallworth (70)                          | 4                                              |  |  |                                             |                                             |                                             |                      |   | Judd Trump (1)                          | Judd Trump (1)                          | 4                                       |                    |   |                                         |                                         |                                         |                    |   |                                      |                                      |                                      |                  |   |                                |                                |                                |  |
|  | Anthony McGill (16)                            | Anthony McGill (16)                            | 4                                              |  |  |                                             |                                             | Ross Muir                                   | Ross Muir            | 1 |                                         |                                         |                                         |                    |   |                                         |                                         |                                         |                    |   |                                      |                                      |                                      |                  |   |                                |                                |                                |  |
|  | Gerard Greene (100)                            | Gerard Greene (100)                            | 0                                              |  |  | Anthony McGill (16)                         | Anthony McGill (16)                         | 0                                           |                      |   |                                         |                                         |                                         |                    |   |                                         |                                         |                                         |                    |   |                                      |                                      |                                      |                  |   |                                |                                |                                |  |
|  | Ross Muir                                      | Ross Muir                                      | 4                                              |  |  | Ross Muir                                   | Ross Muir                                   | 4                                           |                      |   |                                         |                                         |                                         |                    |   |                                         |                                         |                                         |                    |   |                                      |                                      |                                      |                  |   |                                |                                |                                |  |
|  | Wu Yize (107)                                  | Wu Yize (107)                                  | 1                                              |  |  |                                             |                                             |                                             |                      |   | Judd Trump (1)                          | Judd Trump (1)                          | 3                                       |                    |   |                                         |                                         |                                         |                    |   |                                      |                                      |                                      |                  |   |                                |                                |                                |  |
|  | Alexander Ursenbacher (42)                     | Alexander Ursenbacher (42)                     | 0                                              |  |  |                                             |                                             |                                             |                      |   |                                         |                                         | Mark King (59)                          | Mark King (59)     | 5 |                                         |                                         |                                         |                    |   |                                      |                                      |                                      |                  |   |                                |                                |                                |  |
|  | Tom Ford (24)                                  | Tom Ford (24)                                  | 4                                              |  |  | Tom Ford (24)                               | Tom Ford (24)                               | 3                                           |                      |   |                                         |                                         |                                         |                    |   |                                         |                                         |                                         |                    |   |                                      |                                      |                                      |                  |   |                                |                                |                                |  |
|  | Cao Yupeng (86)                                | Cao Yupeng (86)                                | 0                                              |  |  | Mark King (59)                              | Mark King (59)                              | 4                                           |                      |   |                                         |                                         |                                         |                    |   |                                         |                                         |                                         |                    |   |                                      |                                      |                                      |                  |   |                                |                                |                                |  |
|  | Mark King (59)                                 | Mark King (59)                                 | 4                                              |  |  |                                             |                                             |                                             |                      |   | Mark King (59)                          | Mark King (59)                          | 4                                       |                    |   |                                         |                                         |                                         |                    |   |                                      |                                      |                                      |                  |   |                                |                                |                                |  |
|  | Xu Si (98)                                     | Xu Si (98)                                     | 0                                              |  |  |                                             |                                             | Paul Deaville (WC)                          | Paul Deaville (WC)   | 0 |                                         |                                         |                                         |                    |   |                                         |                                         |                                         |                    |   |                                      |                                      |                                      |                  |   |                                |                                |                                |  |
|  | Zhao Xintong (25)                              | Zhao Xintong (25)                              | 4                                              |  |  | Zhao Xintong (25)                           | Zhao Xintong (25)                           | 3                                           |                      |   |                                         |                                         |                                         |                    |   |                                         |                                         |                                         |                    |   |                                      |                                      |                                      |                  |   |                                |                                |                                |  |
|  | Chang Bingyu (92)                              | Chang Bingyu (92)                              | 3                                              |  |  | Paul Deaville (WC)                          | Paul Deaville (WC)                          | 4                                           |                      |   |                                         |                                         |                                         |                    |   |                                         |                                         |                                         |                    |   |                                      |                                      |                                      |                  |   |                                |                                |                                |  |
|  | Paul Deaville (WC)                             | Paul Deaville (WC)                             | 4                                              |  |  |                                             |                                             |                                             |                      |   | Mark King (59)                          | Mark King (59)                          | 4                                       |                    |   |                                         |                                         |                                         |                    |   |                                      |                                      |                                      |                  |   |                                |                                |                                |  |
|  | Kyren Wilson (5)                               | Kyren Wilson (5)                               | 4                                              |  |  |                                             |                                             |                                             |                      |   |                                         |                                         |                                         |                    |   |                                         |                                         | Neil Robertson (4)                      | Neil Robertson (4) | 6 |                                      |                                      |                                      |                  |   |                                |                                |                                |  |
|  | Ashley Carty (71)                              | Ashley Carty (71)                              | 2                                              |  |  | Kyren Wilson (5)                            | Kyren Wilson (5)                            | 4                                           |                      |   |                                         |                                         |                                         |                    |   |                                         |                                         |                                         |                    |   |                                      |                                      |                                      |                  |   |                                |                                |                                |  |
|  | Gary Wilson (28)                               | Gary Wilson (28)                               | 3                                              |  |  | Ben Woollaston (52)                         | Ben Woollaston (52)                         | 3                                           |                      |   |                                         |                                         |                                         |                    |   |                                         |                                         |                                         |                    |   |                                      |                                      |                                      |                  |   |                                |                                |                                |  |
|  | Ben Woollaston (52)                            | Ben Woollaston (52)                            | 4                                              |  |  |                                             |                                             |                                             |                      |   | Kyren Wilson (5)                        | Kyren Wilson (5)                        | 4                                       |                    |   |                                         |                                         |                                         |                    |   |                                      |                                      |                                      |                  |   |                                |                                |                                |  |
|  | Barry Hawkins (12)                             | Barry Hawkins (12)                             | 4                                              |  |  |                                             |                                             | Robbie Williams (68)                        | Robbie Williams (68) | 1 |                                         |                                         |                                         |                    |   |                                         |                                         |                                         |                    |   |                                      |                                      |                                      |                  |   |                                |                                |                                |  |
|  | Jak Jones (65)                                 | Jak Jones (65)                                 | 3                                              |  |  | Barry Hawkins (12)                          | Barry Hawkins (12)                          | 1                                           |                      |   |                                         |                                         |                                         |                    |   |                                         |                                         |                                         |                    |   |                                      |                                      |                                      |                  |   |                                |                                |                                |  |
|  | Soheil Vahedi                                  | Soheil Vahedi                                  | 1                                              |  |  | Robbie Williams (68)                        | Robbie Williams (68)                        | 4                                           |                      |   |                                         |                                         |                                         |                    |   |                                         |                                         |                                         |                    |   |                                      |                                      |                                      |                  |   |                                |                                |                                |  |
|  | Robbie Williams (68)                           | Robbie Williams (68)                           | 4                                              |  |  |                                             |                                             |                                             |                      |   | Kyren Wilson (5)                        | Kyren Wilson (5)                        | 4                                       |                    |   |                                         |                                         |                                         |                    |   |                                      |                                      |                                      |                  |   |                                |                                |                                |  |
|  | Mark Davis (49)                                | Mark Davis (49)                                | 4                                              |  |  |                                             |                                             |                                             |                      |   |                                         |                                         | Neil Robertson (4)                      | Neil Robertson (4) | 5 |                                         |                                         |                                         |                    |   |                                      |                                      |                                      |                  |   |                                |                                |                                |  |
|  | Graeme Dott (20)                               | Graeme Dott (20)                               | 3                                              |  |  | Mark Davis (49)                             | Mark Davis (49)                             | 4                                           |                      |   |                                         |                                         |                                         |                    |   |                                         |                                         |                                         |                    |   |                                      |                                      |                                      |                  |   |                                |                                |                                |  |
|  | Fergal O'Brien (77)                            | Fergal O'Brien (77)                            | 4                                              |  |  | Fergal O'Brien (77)                         | Fergal O'Brien (77)                         | 1                                           |                      |   |                                         |                                         |                                         |                    |   |                                         |                                         |                                         |                    |   |                                      |                                      |                                      |                  |   |                                |                                |                                |  |
|  | Stuart Bingham (13)                            | Stuart Bingham (13)                            | 3                                              |  |  |                                             |                                             |                                             |                      |   | Mark Davis (49)                         | Mark Davis (49)                         | 3                                       |                    |   |                                         |                                         |                                         |                    |   |                                      |                                      |                                      |                  |   |                                |                                |                                |  |
|  | Sunny Akani (56)                               | Sunny Akani (56)                               | 4                                              |  |  |                                             |                                             | Neil Robertson (4)                          | Neil Robertson (4)   | 4 |                                         |                                         |                                         |                    |   |                                         |                                         |                                         |                    |   |                                      |                                      |                                      |                  |   |                                |                                |                                |  |
|  | Ricky Walden (29)                              | Ricky Walden (29)                              | 3                                              |  |  | Sunny Akani (56)                            | Sunny Akani (56)                            | 2                                           |                      |   |                                         |                                         |                                         |                    |   |                                         |                                         |                                         |                    |   |                                      |                                      |                                      |                  |   |                                |                                |                                |  |
|  | James Cahill                                   | James Cahill                                   | w/d                                            |  |  | Neil Robertson (4)                          | Neil Robertson (4)                          | 4                                           |                      |   |                                         |                                         |                                         |                    |   |                                         |                                         |                                         |                    |   |                                      |                                      |                                      |                  |   |                                |                                |                                |  |
|  | Neil Robertson (4)                             | Neil Robertson (4)                             | w/o                                            |  |  |                                             |                                             |                                             |                      |   | Neil Robertson (4)                      | Neil Robertson (4)                      | 9                                       |                    |   |                                         |                                         |                                         |                    |   |                                      |                                      |                                      |                  |   |                                |                                |                                |  |
|  | Ronnie O'Sullivan (3)                          | Ronnie O'Sullivan (3)                          | 4                                              |  |  |                                             |                                             |                                             |                      |   |                                         |                                         |                                         |                    |   |                                         |                                         |                                         |                    |   |                                      |                                      | John Higgins (7)                     | John Higgins (7) | 8 |                                |                                |                                |  |
|  | Michael Georgiou                               | Michael Georgiou                               | 1                                              |  |  | Ronnie O'Sullivan (3)                       | Ronnie O'Sullivan (3)                       | 4                                           |                      |   |                                         |                                         |                                         |                    |   |                                         |                                         |                                         |                    |   |                                      |                                      |                                      |                  |   |                                |                                |                                |  |
|  | Rory McLeod (78)                               | Rory McLeod (78)                               | 1                                              |  |  | Anthony Hamilton (47)                       | Anthony Hamilton (47)                       | 3                                           |                      |   |                                         |                                         |                                         |                    |   |                                         |                                         |                                         |                    |   |                                      |                                      |                                      |                  |   |                                |                                |                                |  |
|  | Anthony Hamilton (47)                          | Anthony Hamilton (47)                          | 4                                              |  |  |                                             |                                             |                                             |                      |   | Ronnie O'Sullivan (3)                   | Ronnie O'Sullivan (3)                   | 4                                       |                    |   |                                         |                                         |                                         |                    |   |                                      |                                      |                                      |                  |   |                                |                                |                                |  |
|  | Mark Joyce (63)                                | Mark Joyce (63)                                | 0                                              |  |  |                                             |                                             | Jamie Clarke (67)                           | Jamie Clarke (67)    | 0 |                                         |                                         |                                         |                    |   |                                         |                                         |                                         |                    |   |                                      |                                      |                                      |                  |   |                                |                                |                                |  |
|  | Jamie Clarke (67)                              | Jamie Clarke (67)                              | 4                                              |  |  | Jamie Clarke (67)                           | Jamie Clarke (67)                           | 4                                           |                      |   |                                         |                                         |                                         |                    |   |                                         |                                         |                                         |                    |   |                                      |                                      |                                      |                  |   |                                |                                |                                |  |
|  | Thepchaiya Un-Nooh (19)                        | Thepchaiya Un-Nooh (19)                        | 4                                              |  |  | Thepchaiya Un-Nooh (19)                     | Thepchaiya Un-Nooh (19)                     | 1                                           |                      |   |                                         |                                         |                                         |                    |   |                                         |                                         |                                         |                    |   |                                      |                                      |                                      |                  |   |                                |                                |                                |  |
|  | Peter Devlin (82)                              | Peter Devlin (82)                              | 0                                              |  |  |                                             |                                             |                                             |                      |   | Ronnie O'Sullivan (3)                   | Ronnie O'Sullivan (3)                   | 5                                       |                    |   |                                         |                                         |                                         |                    |   |                                      |                                      |                                      |                  |   |                                |                                |                                |  |
|  | Li Hang (38)                                   | Li Hang (38)                                   | 4                                              |  |  |                                             |                                             |                                             |                      |   |                                         |                                         | Luca Brecel (44)                        | Luca Brecel (44)   | 1 |                                         |                                         |                                         |                    |   |                                      |                                      |                                      |                  |   |                                |                                |                                |  |
|  | Ali Carter (22)                                | Ali Carter (22)                                | 2                                              |  |  | Li Hang (38)                                | Li Hang (38)                                | 1                                           |                      |   |                                         |                                         |                                         |                    |   |                                         |                                         |                                         |                    |   |                                      |                                      |                                      |                  |   |                                |                                |                                |  |
|  | Stuart Carrington (51)                         | Stuart Carrington (51)                         | 0                                              |  |  | Luca Brecel (44)                            | Luca Brecel (44)                            | 4                                           |                      |   |                                         |                                         |                                         |                    |   |                                         |                                         |                                         |                    |   |                                      |                                      |                                      |                  |   |                                |                                |                                |  |
|  | Luca Brecel (44)                               | Luca Brecel (44)                               | 4                                              |  |  |                                             |                                             |                                             |                      |   | Luca Brecel (44)                        | Luca Brecel (44)                        | 4                                       |                    |   |                                         |                                         |                                         |                    |   |                                      |                                      |                                      |                  |   |                                |                                |                                |  |
|  | Fraser Patrick (114)                           | Fraser Patrick (114)                           | 4                                              |  |  |                                             |                                             | Fraser Patrick (114)                        | Fraser Patrick (114) | 2 |                                         |                                         |                                         |                    |   |                                         |                                         |                                         |                    |   |                                      |                                      |                                      |                  |   |                                |                                |                                |  |
|  | Hossein Vafaei (40)                            | Hossein Vafaei (40)                            | 2                                              |  |  | Fraser Patrick (114)                        | Fraser Patrick (114)                        | 4                                           |                      |   |                                         |                                         |                                         |                    |   |                                         |                                         |                                         |                    |   |                                      |                                      |                                      |                  |   |                                |                                |                                |  |
|  | Joe O'Connor (57)                              | Joe O'Connor (57)                              | 2                                              |  |  | Shaun Murphy (6)                            | Shaun Murphy (6)                            | 2                                           |                      |   |                                         |                                         |                                         |                    |   |                                         |                                         |                                         |                    |   |                                      |                                      |                                      |                  |   |                                |                                |                                |  |
|  | Shaun Murphy (6)                               | Shaun Murphy (6)                               | 4                                              |  |  |                                             |                                             |                                             |                      |   | Ronnie O'Sullivan (3)                   | Ronnie O'Sullivan (3)                   | 5                                       |                    |   |                                         |                                         |                                         |                    |   |                                      |                                      |                                      |                  |   |                                |                                |                                |  |
|  | John Higgins (7)                               | John Higgins (7)                               | 4                                              |  |  |                                             |                                             |                                             |                      |   |                                         |                                         |                                         |                    |   |                                         |                                         | John Higgins (7)                        | John Higgins (7)   | 6 |                                      |                                      |                                      |                  |   |                                |                                |                                |  |
|  | Oliver Lines (69)                              | Oliver Lines (69)                              | 0                                              |  |  | John Higgins (7)                            | John Higgins (7)                            | 4                                           |                      |   |                                         |                                         |                                         |                    |   |                                         |                                         |                                         |                    |   |                                      |                                      |                                      |                  |   |                                |                                |                                |  |
|  | Lu Ning (34)                                   | Lu Ning (34)                                   | w/o                                            |  |  | Lu Ning (34)                                | Lu Ning (34)                                | 3                                           |                      |   |                                         |                                         |                                         |                    |   |                                         |                                         |                                         |                    |   |                                      |                                      |                                      |                  |   |                                |                                |                                |  |
|  | Allan Taylor (75)                              | Allan Taylor (75)                              | w/d                                            |  |  |                                             |                                             |                                             |                      |   | John Higgins (7)                        | John Higgins (7)                        | 4                                       |                    |   |                                         |                                         |                                         |                    |   |                                      |                                      |                                      |                  |   |                                |                                |                                |  |
|  | Ding Junhui (10)                               | Ding Junhui (10)                               | 4                                              |  |  |                                             |                                             | Ding Junhui (10)                            | Ding Junhui (10)     | 1 |                                         |                                         |                                         |                    |   |                                         |                                         |                                         |                    |   |                                      |                                      |                                      |                  |   |                                |                                |                                |  |
|  | Tian Pengfei (53)                              | Tian Pengfei (53)                              | 1                                              |  |  | Ding Junhui (10)                            | Ding Junhui (10)                            | 4                                           |                      |   |                                         |                                         |                                         |                    |   |                                         |                                         |                                         |                    |   |                                      |                                      |                                      |                  |   |                                |                                |                                |  |
|  | Martin Gould (23)                              | Martin Gould (23)                              | 4                                              |  |  | Martin Gould (23)                           | Martin Gould (23)                           | 0                                           |                      |   |                                         |                                         |                                         |                    |   |                                         |                                         |                                         |                    |   |                                      |                                      |                                      |                  |   |                                |                                |                                |  |
|  | Scott Donaldson (25)                           | Scott Donaldson (25)                           | 0                                              |  |  |                                             |                                             |                                             |                      |   | John Higgins (7)                        | John Higgins (7)                        | 5                                       |                    |   |                                         |                                         |                                         |                    |   |                                      |                                      |                                      |                  |   |                                |                                |                                |  |
|  | Martin O'Donnell (46)                          | Martin O'Donnell (46)                          | 1                                              |  |  |                                             |                                             |                                             |                      |   |                                         |                                         | Yan Bingtao (15)                        | Yan Bingtao (15)   | 3 |                                         |                                         |                                         |                    |   |                                      |                                      |                                      |                  |   |                                |                                |                                |  |
|  | David Gilbert (18)                             | David Gilbert (18)                             | 4                                              |  |  | David Gilbert (18)                          | David Gilbert (18)                          | 2                                           |                      |   |                                         |                                         |                                         |                    |   |                                         |                                         |                                         |                    |   |                                      |                                      |                                      |                  |   |                                |                                |                                |  |
|  | Nigel Bond (64)                                | Nigel Bond (64)                                | 1                                              |  |  | Yan Bingtao (15)                            | Yan Bingtao (15)                            | 4                                           |                      |   |                                         |                                         |                                         |                    |   |                                         |                                         |                                         |                    |   |                                      |                                      |                                      |                  |   |                                |                                |                                |  |
|  | Yan Bingtao (15)                               | Yan Bingtao (15)                               | 4                                              |  |  |                                             |                                             |                                             |                      |   | Yan Bingtao (15)                        | Yan Bingtao (15)                        | 4                                       |                    |   |                                         |                                         |                                         |                    |   |                                      |                                      |                                      |                  |   |                                |                                |                                |  |
|  | Stephen Hendry (89)                            | Stephen Hendry (89)                            | 0                                              |  |  |                                             |                                             | Mark Selby (2)                              | Mark Selby (2)       | 3 |                                         |                                         |                                         |                    |   |                                         |                                         |                                         |                    |   |                                      |                                      |                                      |                  |   |                                |                                |                                |  |
|  | Chris Wakelin (61)                             | Chris Wakelin (61)                             | 4                                              |  |  | Chris Wakelin (61)                          | Chris Wakelin (61)                          | 1                                           |                      |   |                                         |                                         |                                         |                    |   |                                         |                                         |                                         |                    |   |                                      |                                      |                                      |                  |   |                                |                                |                                |  |
|  | Jamie Wilson (85)                              | Jamie Wilson (85)                              | 1                                              |  |  | Mark Selby (2)                              | Mark Selby (2)                              | 4                                           |                      |   |                                         |                                         |                                         |                    |   |                                         |                                         |                                         |                    |   |                                      |                                      |                                      |                  |   |                                |                                |                                |  |
|  | Mark Selby (2)                                 | Mark Selby (2)                                 | 4                                              |  |  |                                             |                                             |                                             |                      |   |                                         |                                         |                                         |                    |   |                                         |                                         |                                         |                    |   |                                      |                                      |                                      |                  |   |                                |                                |                                |  |

| Finale (Al meglio dei 17 frames) Marshall Arena, Milton Keynes, 7 novembre 2021. Arbitro: Rob Spencer                                            | | |
| Neil Robertson (4) | 9–8 | John Higgins (7) |
| Prima sessione: 72–0, 80–24, 0–90, 51–66, 140–0, 65–2, 16–68, 123–1 Seconda sessione: 39–68, 0–89, 37–71, 43–74, 87–7, 18–71, 79–9, 121–1, 74–22 | Miglior break (Robertson): 140 Century breaks (Robertson): 3 Miglior break (Higgins): 90 Century breaks (Higgins): 0 | Prima sessione: 72–0, 80–24, 0–90, 51–66, 140–0, 65–2, 16–68, 123–1 Seconda sessione: 39–68, 0–89, 37–71, 43–74, 87–7, 18–71, 79–9, 121–1, 74–22 |
| Neil Robertson vince il BetVictor English Open 2021                                                                                              | | |

## Century breaks
Durante il corso della fase finale del torneo sono stati realizzati 45 century breaks.
| N° | Giocatore         | Century breaks | Miglior break |
| -- | ----------------- | -------------- | ------------- |
| 1  | Neil Robertson    | 8              | 140           |
| =  | Ronnie O'Sullivan | 8              | 129           |
| 2  | Kyren Wilson      | 5              | 135           |
| 3  | John Higgins      | 3              | 119           |
| 4  | Chris Wakelin     | 2              | 141           |
| =  | Martin Gould      | 2              | 115           |
| =  | Judd Trump        | 2              | 111           |
| =  | David Gilbert     | 2              | 109           |
| 5  | Shaun Murphy      | 1              | 138           |
| =  | Zhao Xintong      | 1              | 138           |
| =  | Mark Davis        | 1              | 136           |
| =  | Gary Wilson       | 1              | 128           |
| =  | Ali Carter        | 1              | 127           |
| =  | Xiao Guodong      | 1              | 120           |
| =  | Tom Ford          | 1              | 114           |
| =  | Ben Woollaston    | 1              | 111           |
| =  | Chang Bingyu      | 1              | 105           |
| =  | Jamie Clarke      | 1              | 103           |
| =  | Mark Selby        | 1              | 102           |
| =  | Luca Brecel       | 1              | 101           |
| =  | Ross Muir         | 1              | 100           |